# 7102-es mellékút (Magyarország)
A 7102-es számú mellékút egy rövid, négy számjegyű mellékút Somogy vármegyében. Legfőbb funkciója a Tihany és Szántód közti rév déli parti állomásán áthaladó forgalom kiszolgálása és elvezetése. Mindkét végén ugyanahoz az úthoz – a 7-es főúthoz – csatlakozik.

## Nyomvonala
A 7-es főútból ágazik ki, annak 114+100-as kilométerszelvényénél, Zamárdi területén, Szent István utca néven, észak felé. Pár méter után keresztezi a MÁV 30-as számú Budapest–Murakeresztúr-vasútvonalát, majd egyből nyugatnak fordul. 2,7 kilométer megtétele után lép át Szántódra, ott délnyugatnak, majd délnek fordul. Egy rövid szakasza a Csokonai tér nevet viseli – ott ágazik ki a révállomáshoz vezető rövid útszakasz –, a folytatásban pedig Móricz Zsigmond utca néven húzódik.
A vége előtt, a 4,7-es kilométerszelvényénél ismét keresztezi a vasutat, onnantól az utolsó szakaszán a neve Május 1. utca. A 7-es főútba torkollva ér véget, annak 118. kilométere közelében, az országos közutak térképes nyilvántartását szolgáló kira.gov.hu adatbázisa szerint 5,062 kilométer megtétele után. Egyenes folytatása a 6505-ös út, amely kilométer-számozásának iránya ellentétes: Kaposvártól tart idáig, 61,9 kilométer után ér véget.

## Története
Egy archív fénykép tanúsága szerint az 1960-as évek elején még legalább egy része (a 7-es főút szántód-köröshegyi csomópontjától a révig) három számjegyű főút lehetett, 712-es útszámozással; eszerint akkor még nem a 6505-ös út, hanem a 66-os főút folytatását képezte.